# Боб Кауффман
Роберт Кауффман (англ. Robert Kauffman, 13 липня 1946, Бруклін, Нью-Йорк — 25 липня 2015, Лілберн, Джорджія) — американський професіональний баскетболіст, що грав на позиціях центрового і важкого форварда за декілька команд НБА. Згодом — баскетбольний тренер.

## Ігрова кар'єра
На університетському рівні грав за команду Гілфорд (1964–1968). 
1968 року був обраний у першому раунді драфту НБА під загальним 3-м номером командою «Сіетл Суперсонікс», а також на драфті АБА командою «Окленд Оукс». Професійну кар'єру розпочав 1968 року виступами за «Сіетл Суперсонікс», захищав кольори команди із Сіетла протягом одного сезону.
З 1969 по 1970 рік грав у складі «Чикаго Буллз», куди разом з правами на драфт-пік був обміняний на Боба Бузера та Баррі Клеменса.
1970 року перейшов до «Баффало Брейвз», у складі якої провів наступні 4 сезони своєї кар'єри. З 1971 по 1973 рік тричі брав участь у матчах всіх зірок НБА.
Останньою ж командою в кар'єрі гравця стала «Атланта Гокс», до складу якої він приєднався 1974 року і за яку відіграв один сезон. Через постійні проблеми з ушкодженнями паху та стегон, був змушений достроково завершити спортивну кар'єру.

## Тренерська робота
1977 року став головним тренером команди «Детройт Пістонс», в якій пропрацював до 1978 року.
Він також два роки пропрацював заступником генерального менеджера «Атланта Гокс». А 1977 року став генеральним менеджером «Пістонс».

### Тренерська статистика
| Команда           | Сезон   | G  | W  | L  | W–L% | Місце                    | PG | PW | PL | PW–L% | Результат            |
| ----------------- | ------- | -- | -- | -- | ---- | ------------------------ | -- | -- | -- | ----- | -------------------- |
| «Детройт Пістонс» | 1977–78 | 58 | 29 | 29 | .500 | 4-е в Середньо-Західному | —  | —  | —  | —     | не вийшли до плей-оф |
| Усього            |         | 58 | 29 | 29 | .500 |                          | —  | —  | —  | —     |                      |

## Смерть
Помер увісні у віці 69 років під зупинки серця. У Кауффмана залишились дружина та чотири дочки.